# Martin Kornberger
Martin Kornberger (* 12. Dezember 1974 in Bregenz) ist ein Professor für Ethik an der Wirtschaftsuniversität Wien, Autor und Berater von Unternehmen und öffentlichen Einrichtungen. Er ist Senior Editor von Organization Studies und einer der meistzitierten Wissenschaftler in seinem Forschungsbereich. 

## Leben
Martin Kornberger studierte Philosophie an der Universität Wien und befasste sich in seiner Dissertation mit dem Zusammenspiel von Organisationstheorie und Philosophie. Von 2001 bis 2010 lebte er in Sydney, Australien, wo er an der Fakultät für Design und der Fakultät für Wirtschaft der University of Technology in Sydney arbeitete. Gemeinsam mit zwei Partnern gründete er das Beratungsunternehmen PLAY, das unter anderem für Unternehmen wie MINI, PricewaterhouseCoopers und Adobe tätig war. Seine Anteile an PLAY verkaufte Kornberger im Jahr 2009. In Sydney war er an der Entwicklung und Durchführung der Sydney Esquisse beteiligt, die zu dieser Zeit das größte Kunst- und Designfestival Australiens war. Außerdem war Kornberger Chefredakteur des Australian Design Review. 
Im Jahr 2010 zog Kornberger wieder nach Wien und war anschließend als Professor für Strategie und Organisation an der Copenhagen Business School tätig. 2017 folgte Kornberger einem Ruf nach Lyon, wo er als Professor für Management und Innovation an der Emylon Business School Lyon lehrte und forschte. Anschließend folgte eine Periode als Professor für Strategie an der University of Edinburgh, bevor er im Jahr 2022 an die Wirtschaftsuniversität Wien wechselte, wo er seitdem an der Fakultät für Urban Management und Governance als Professor für Ethik tätig ist. Als Gastdozent lehrte Kornberger zudem an der Stockholm Business School, dem KTH Royal Institute of Technology und der Aoyama Business School in Tokio.

## Forschungsschwerpunkte
Mit seinem philosophischen Hintergrund befasst sich Kornberger mit dem grundlegenden Verhältnis von Wirtschaft und Gesellschaft. Als Co-Autor hat er zwei Bestseller im Bereich Management, Organisation und Strategie veröffentlicht. Außerdem hat er zahlreiche wissenschaftliche Aufsätze in Journals aus den Bereichen Accounting, Strategie, Organisationstheorie, Ethik und Soziologie publiziert. So hat er sich unter anderem mit der Rolle und Funktion von Raum und Design im Management, dem Verhältnis von Macht und Organisationskultur sowie der empirischen Strategieforschung befasst.  Als regelmäßiger Speaker auf der jährlichen Konferenz der European Group of Organization Studies setzt er sich außerdem für den interdisziplinären Austausch ein.

## Veröffentlichungen
- Brand Society. Cambridge University Press 2010, ISBN 978-0-52172-690-0.
- Management Reloaded: Plan B. Murmann Verlag 2015, ISBN 978-3-86774-470-6.
- mit Stewart R. Clegg, Tyrone Pitsis: Managing and Organizations: An Introduction to Theory and Practice. Sage Publications 2015, ISBN 978-1-47393-844-1.
- Strategies for Distributed and Collective Action: Connecting the Dots. Oxford University Press 2022, ISBN 978-0-19886-430-1.
- Systemaufbruch. Strategie in Zeiten maximaler Unsicherheit. Die Wiederentdeckung von Clausewitz. Murmann Verlag, 2022, ISBN 978-3-86774-725-7.